# Lichanura orcutti
Lichanura orcutti (boa de tres líneas del norte) es una especie de serpiente perteneciente al género Lichanura de la familia Boidae. La boa rosa (Lichanura trivirgata) junto a la boa de tres líneas del norte son consideradas por ser las únicas especies dentro de este género. Está catalogado como de preocupación menor en vista de la gran extensión de la ocurrencia, la gran cantidad de ubicaciones, la gran población presunta y la tasa de disminución que probablemente sea mucho menor al 30 por ciento en diez años o tres generaciones.

## Distribución geográfica
El rango se extiende al norte de la frontera de los Estados Unidos y México dentro del condado de San Diego en California a lo largo de la Cordillera Peninsular costera, y hacia el norte hasta el desierto de Mohave y hacia el este en el desierto de Sonora de California y el oeste de Arizona. En Arizona, esta especie habita en áreas al norte del río Gila, a excepción de los individuos que habitan en las montañas de Gila. Esta especie también se encuentra en las montañas de Newberry en el sur de Nevada. El alcance de la ocurrencia excede ampliamente los 20 000 km². El área de ocupación es desconocida pero grande. La especie está representada por una gran cantidad de ubicaciones.
Se desconoce el tamaño de la población, pero presumiblemente supera los 10 000 adultos. La tendencia en los últimos diez años o tres generaciones es incierta, pero la distribución y la abundancia probablemente han disminuido lentamente.

## Hábitat
Los hábitats son diversos e incluyen desierto, matorrales áridos, llanuras arenosas, laderas rocosas y estribaciones cubiertas de chaparral, particularmente donde hay humedad disponible, como alrededor de manantiales, arroyos y cañones, a pesar de ello estas serpientes no dependen del agua permanente. Esta es una especie principalmente terrestre, pero a veces trepa a arbustos.

## Amenazas y conservación
Probablemente no está amenazada. Se está perdiendo parte del hábitat debido al desarrollo residencial / comercial, pero a menudo esta especie se encuentra en un terreno inaccesible y accidentado que ofrece protección natural contra el pastoreo y el desarrollo, y queda una gran cantidad de hábitat adecuado. Algunas subpoblaciones pueden ser vulnerables a la pérdida o degradación del hábitat debido al desarrollo de energía renovable, pero el alcance de esto en los próximos diez años parece ser insignificante. Algunas subpoblaciones locales a lo largo de las carreteras probablemente estén amenazadas por la sobrecolección y la mortalidad a causa de los vehículos. Esta es una especie popular en el comercio de mascotas, y los coleccionistas a menudo se dirigen a esta serpiente; sin embargo, es difícil de encontrar y recolectar en cantidad.
Esta especie se encuentra en varios parques y monumentos nacionales, parques estatales y otras áreas protegidas. Está listado en el Apéndice II de CITES.